# Henri Dubois (historien)
Pour les articles homonymes, voir Henri Dubois et Dubois.
Henri Dubois, né le 23 novembre 1923 à Saint-Omer et mort le 25 mai 2012 à Paris, est un historien médiéviste et universitaire français, professeur d'histoire économique du Moyen Âge à l'université Paris-IV.

## Biographie
Henri Dubois naît à Saint-Omer, dans une famille aux origines normandes. Il est agrégé d'histoire en 1948. Il est professeur d'histoire dans l'enseignement secondaire, puis enseigne à l'université de Reims, puis à celle de Rouen. Il soutient une thèse d'État intitulée Les Foires de Chalon et le commerce dans la vallée de la Saône à la fin du Moyen Age v.1280- v.1430, en 1972, sous la direction d'Édouard Perroy et est nommé professeur d'histoire économique à l'université Paris-4. Il assure des travaux dirigés à l’École normale supérieure de Saint-Cloud. Il est nommé professeur émérite en 1993.
Il meurt le 25 mai 2012, le même jour que l'historien Robert Fossier.

## Activités de recherches et d'édition
Il consacre sa thèse d'État aux foires de Chalon-sur-Saône et au commerce dans la vallée de la Saône de 1280 à 1430,.

## Publications

### Ouvrages
- La Troisième république, Puf, coll. « Que sais-je ? », no 520, 127 p.  (ISBN 978-2-13044-350-6)
- Les Foires de Chalon et le commerce dans la vallée de la Saône à la fin du Moyen Âge (vers-1280-vers 1430), Publications de la Sorbonne, 1976
- Charles le Téméraire, Fayard, 2004  (ISBN 2-213-59935-1).

### Éditions scientifiques
- Les Salines de Salins au XIIIe siècle : cartulaires et livre des rentiers, Besançon, Université de Besançon, 1991 (texte établi et présenté par René Locatelli, Denis Brun, Henri Dubois et al.)
- Lettres choisies : Louis XI, Paris, Librairie générale française, 1996 (introduction, notices et notes de Henri Dubois)
- Un censier normand du XIIIe siècle : le Livre des jurés de l'abbaye Saint-Ouen de Rouen, Paris, CNRS éd., 2001 (édité sous la direction d'Henri Dubois par Denise Angers, Catherine Bébéar, Henri Dubois)
- Le Livre des délibérations de la Grande Saunerie de Salins (1466-1481) :  transcription du Ms. 1 B 187 des Archives départementales du Doubs, Ostfildern, J. Thorbecke, 2004 (édité par Catherine Bébéar et Henri Dubois)

## Distinctions
- 2005 : prix Osiris de l'Institut de France, décerné sur proposition de l'Académie des inscriptions et belles-lettres, pour l'ensemble de son œuvre[1],[7];

### Publications d'Henri Dubois
- « Bibliographie du Professeur Henri Dubois », dans Philippe Contamine, Thierry Dutour et Bertrand Schnerb (dir.), Commerce, finances et société, XIe – XVIe siècles : recueil de travaux d'histoire médiévale offert à M. le Prof. Henri Dubois, Paris, Presses de l'Université de Paris-Sorbonne, 1993 (ISBN 2840500116 et 9782840500117), p. 15-18. Bibliographie à jour en 1992
- Liste des publications d'Henri Dubois sur la base de données RI-Opac, Regesta Imperii